# Дрене-Шчитаревско
Дрене-Шчитаревско (хорв. Drenje Šćitarjevsko) — село в общине Велика-Горица в жупании Загребачка Республики Хорватия. 
Располагается в макрорегионе Центральная Хорватия и в историческом регионе Турополье. По данным переписи 2021 года, численность населения составляла 179 человек. 

## Климат
По Классификации климатов Кёппена, климат села определяется как Cfa — субтропический океанический климат. Температура здесь в среднем 11.9 °C. Среднегодовая норма осадков — 917 мм.

## Население
| 2021 |
| ---- |
| 179  |